# 지금은 웰빙시대
《지금은 웰빙시대》은 대한민국의 방송국인 한국방송공사의 라디오 채널 KBS 해피FM(전국, 수도권 기준 106.1MHz, AM 603KHz)에서 일요일 오전 7시 10분부터 오전 7시 57분까지 방송하는 라디오 방송이다. 2011년 11월 6일 자로 8년 만에 폐지되었다.

## 역대 진행자
- 원정혜 : 2003년 11월 9일 ~ 2007년 4월 15일
- 이승연 : 2007년 4월 22일 ~ 2011년 3월 20일
- 유지원 : 2011년 3월 27일 ~ 2011년 11월 6일

## 방송 코너
- 홍순철의 북카페 (홍순철)
- 일요일엔 이 요리! (김유진)
- 웰빙 주치의 클럽 (전수현)

## 특징
- 일요일에만 방송되며 평일에는 박경철의 경제포커스가 방송된다.

## 같이 보기
- KBS
- KBS 제2라디오

| KBS 제2라디오          |                                                                     |                                  |
| 이전                   | 박경철의 경제포커스 (월~토) 지금은 웰빙시대 (일) 라디오 독서실 (일) | 다음                             |
| KBS 제2라디오 7시 뉴스 | 박경철의 경제포커스 (월~토) 지금은 웰빙시대 (일) 라디오 독서실 (일) | 행복한 아침 왕영은, 이상우입니다 |
|                        |                                                                     |                                  |
|                        |                                                                     |                                  |